# الدوري الإنجليزي لكرة القدم 1911–12
الدوري الإنجليزي لكرة القدم 1911–12 (بالإنجليزية: 1911–12 Football League)‏ هو موسم من دوري كرة القدم الإنجليزي. فاز فيه بلاكبيرن روفرز.